# سدیم دی‌تیونیت
سدیم دی‌تیونیت (به انگلیسی: Sodium dithionite) یا بلانکیت یا جوهر قند  با فرمول شیمیایی Na۲S۲O۴ یک ترکیب شیمیایی با شناسه پاب‌کم ۲۴۴۸۹ است. که جرم مولی آن 174.107 g/mol می‌باشد. 
شکل ظاهری این ترکیب، پودر کریستالی سفید مایل به خاکستری است که این ترکیب گوگردی به عنوان رنگ بر یا سفیدکننده کاربرد دارد.

## کاربرد در صنعت
از سدیم دی‌تیونیت به عنوان رنگ‌بر در صنایع استفاده می‌شود و به عنوان مثال از آن برای حذف جوهر از روی کاغذ باطله و خمیر کاغذ استفاده می‌شود که  رنگ‌بری خمیرکاغذ با استفاده از میزان ۰.۵ الی ۱ درصد سدیم دی‌تیونیت  و زمان‌هایی بین ۳۰ تا۹۰ دقیقه مورد مطالعه قرار گرفته‌است.

## کاربرد در صنایع غذایی
میزان مصرف مجاز بلانکیت در مواد غذائی  کمتر از ۱۰ میلی‌گرم (پی‌پی‌ام) در لیتر است.
قند
بلانکیت ترکیبی گوگردی است که در قندریزی‌ها برای رنگبری و سفید کردن قندها استفاده می‌شود. پس از حرارت دادن این ماده گاز SO2 تولید می‌شود که مقدار زیاد آن سرطان‌زا است. به همین دلیل یکی از فاکتورهای کنترل کیفیت قند اندازه‌گیری میزان سولفور باقی مانده در آن است.
نان
در ایران در بعضی از نانوایی‌ها به صورت غیر مجاز از بالانکیت یا جوهرقند برای تخمیر و آماده‌سازی زود هنگام خمیر نان استفاده می‌کنند که به دلیل افزایش ضریب ابتلا به سرطان، ازبین رفتن پرز روده و معده و بی‌اثرسازی آنتی‌اکسیدان‌ها و اختلال در گوارش، پوست و چشم از نظر ادارهٔ بهداشت مصرف آن در نان، غیرقانونی بوده و پیگیرد قانونی دارد.